# Schwimmflosse

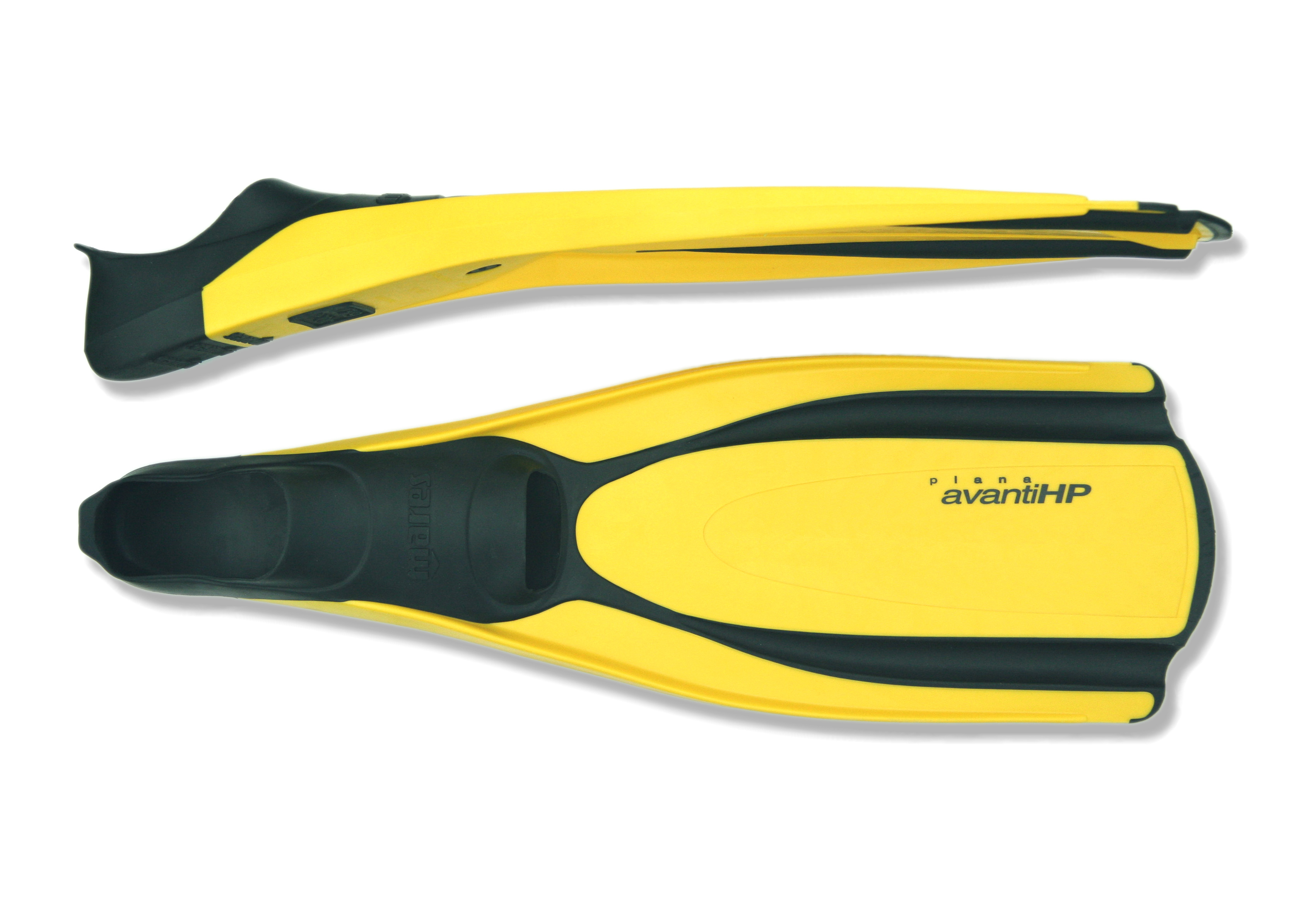
Schwimmflossen (Mares)

Schwimmflossen oder Taucherflossen sind Schwimmhilfen, die die Vortriebsflächen der Beine eines Schwimmers oder Tauchers vergrößern. Sie ermöglichen eine schnellere Bewegung oder helfen einem Lernenden, den Wasserwiderstand besser zu erfühlen. Je nach Schwimmstil und Sportart kommen unterschiedliche Schwimmflossen zum Einsatz.

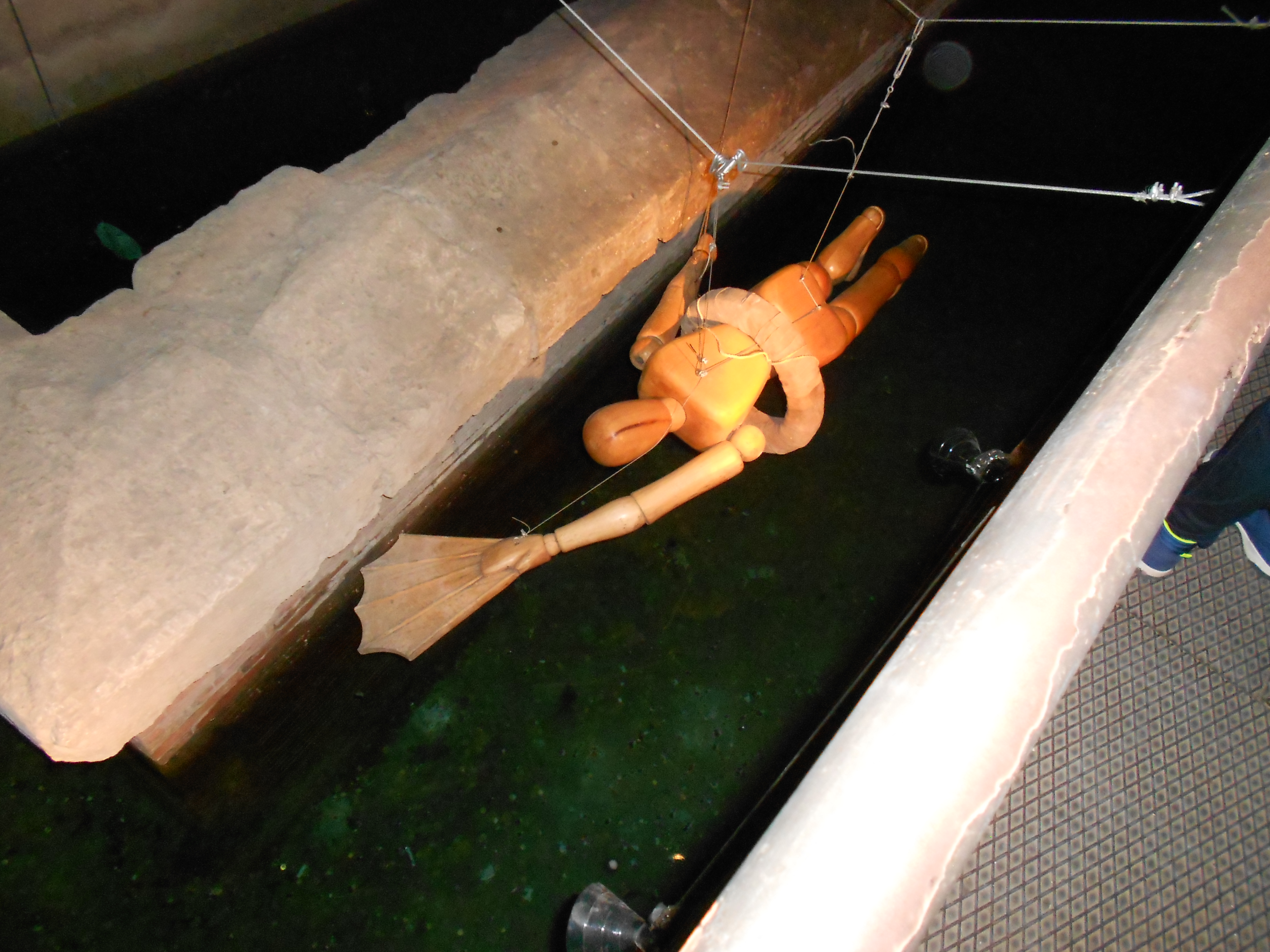
Modell eines Schwimmers mit Schwimmhandschuhen, wie sie Leonardo da Vinci entworfen hat

Eine Vorform der Schwimmflossen hatte Leonardo da Vinci in Gestalt eines Flossenhandschuhs skizziert, mit dem sich Schwimmer beim Kalfatern von Schiffen fortbewegen sollten.

## Sportarten

### Schwimmsport
Beim Kraulschwimmen (mit Wechselschlag der Beine) werden sogenannte Kraulflossen verwendet. Beim Schmetterlingsschwimmen (mit Gleichschlag) bringt die Monoflosse eine bessere Leistung als die Kraulflossen. Beim Brustschwimmen können Flap Fins verwendet werden, da andere Flossen beim Grätschbeinschlag nur wenig Vortrieb erzeugen.

### Tauchsport

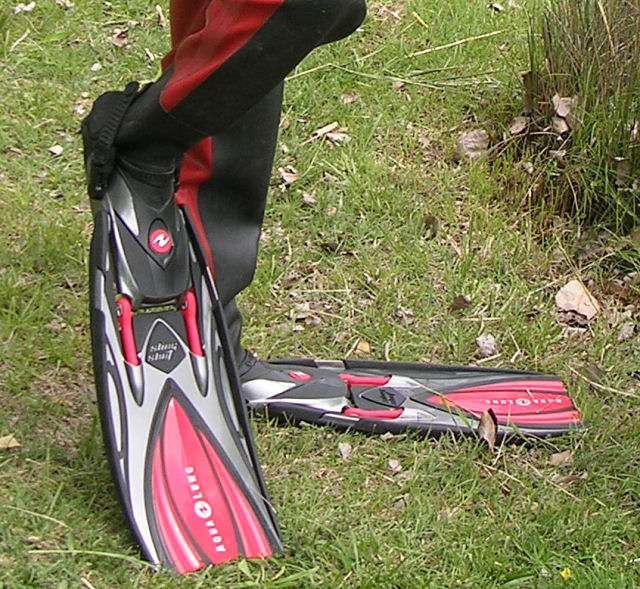
Geräteflosse von Aqualung International.

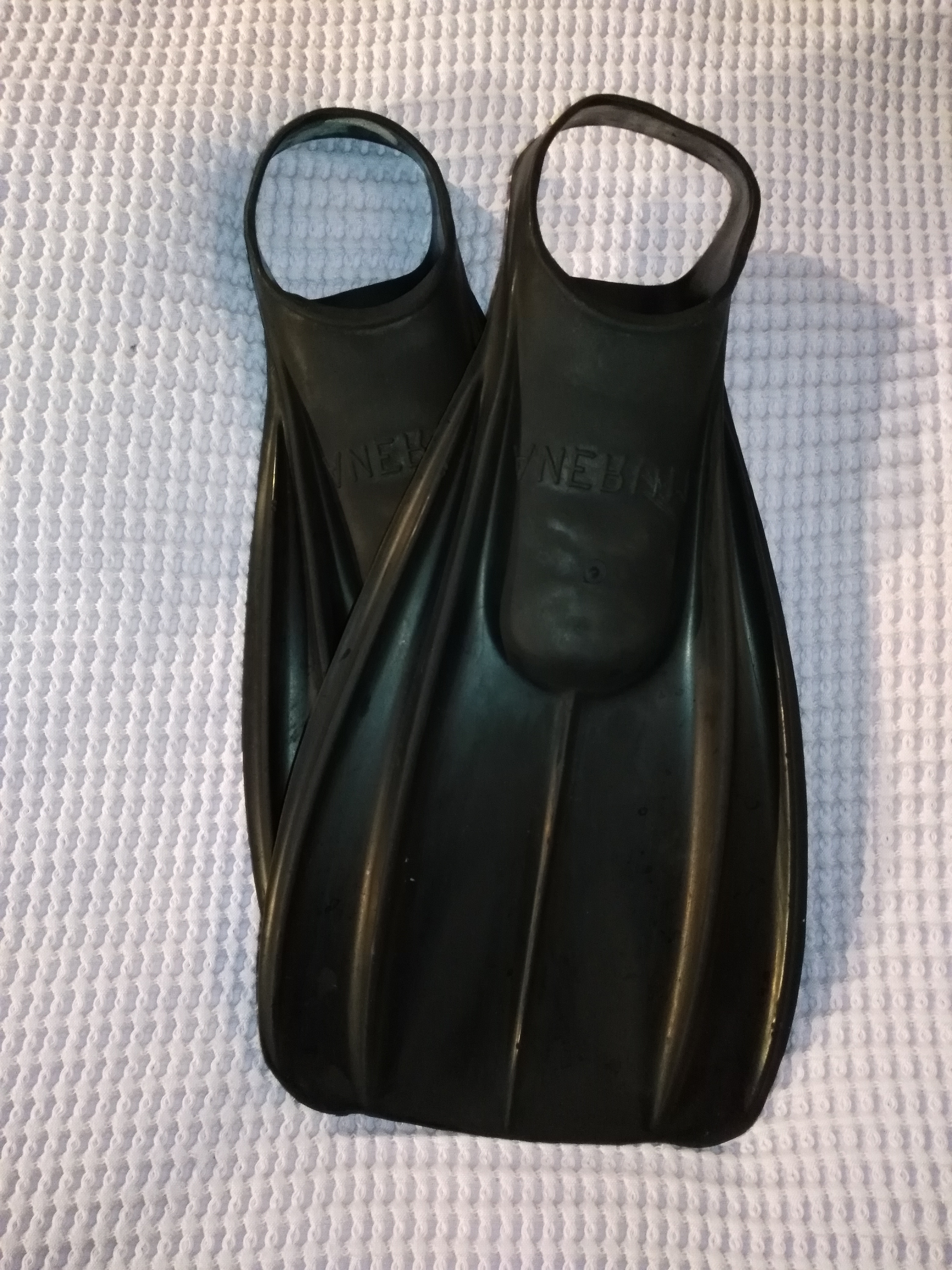
Gummiflossen speziell für Unterwasser-Rugby

Beim Tauchen werden vorzugsweise Taucherflossen eingesetzt, die größere Vortriebsflächen als Kraulflossen haben. Beim Apnoetauchen und Schnorcheln mit ABC-Ausrüstung (Tauchmaske, Schnorchel und Flossen) können alle Flossenarten benutzt werden. Die Tauchsportindustrie hat jedoch mittlerweile speziell an die Bedürfnisse der Freitaucher angepasste Apnoeflossen entwickelt. Bei den Unterwassersportarten Unterwasser-Rugby und Unterwasserhockey werden ebenfalls spezielle Duo-Flossen eingesetzt. Beim Gerätetauchen kommen meist Geräteflossen zum Einsatz, die mit isolierenden Füßlingen kombiniert werden können.

### Rettungssport
Im Rettungssport dürfen Flossen maximal 30 cm breit und 65 cm lang sein (inklusive Fußteil). Flossen kommen bei folgenden Einzel- und Mannschaftswettbewerben zum Einsatz:
- Retten einer Puppe mit Flossen 50 bzw. 100 m (25 bzw. 50 m anschwimmen mit Flossen, Hochtauchen der Puppe und 25 bzw. 50 m schleppen der Puppe mit Flossen)
- Retten einer Puppe mit Flossen und Gurtretter (50 m Flossenschwimmen, Puppenübernahme und 50 m Schleppen der Puppe mit dem Gurtretter)
- Super-Lifesaver (75 m Freistil, Puppenaufnahme, 25 m Puppe schleppen, Anlegen von Flossen und Gurtretter, 50 m Flossen schwimmen mit Gurtretter, Puppenübernahme, 50 m Schleppen der Puppe mit Flossen und Gurtretter)
- Rettungsstaffel
- Gurtretterstaffel[2]

## Aufbau
Handelsübliche Schwimmflossen werden aus Gummi, EPDM, Polyurethan, PVC und anderen Kunststoffen gefertigt. Immer öfter werden auch glasfaser- oder kohlenstofffaserverstärkte Verbundwerkstoffe eingesetzt.
Alle Flossen bestehen aus einem schuhähnlichen Fußteil und einem Flossenblatt. Je nach Form des Fußteils unterscheidet man
geschlossene Flossen
(auch Schwimmflossen, Badflossen, Schwimmbadflossen oder Fußteilflossen genannt). Sie sind wie ein Schuh geformt, werden barfuß oder mit Neoprensocken getragen und deshalb meist nur in warmem Wasser verwendet. Früher (etwa 1960) meist aus schwarzem oder blauem Gummi und mit dreieckigem Flossenblatt, heute meist längliches Flossenblatt auf buntem Kunststoff.
Geräteflossen
(auch offene oder Fersenbandflossen genannt). Durch die offene Ferse wird der Einstieg in die Flossen erleichtert, denn Geräteflossen werden mit wärmeisolierenden Neoprenfüßlingen, Rockboots oder einem Trockentauchanzug mit integrierten Gummi- oder Neoprenfüßlingen getragen. Die Geräteflossen werden am Fuß mit verstellbaren Gummi- oder Edelstahl-Federbändern gehalten. Geräteflossen wurden früher meist aus schwarzem Hartgummi gefertigt. Ein eher breiteres Flossenblatt wurde mit Wasserkanälen versehen. Heute finden bei Geräteflossen die gleichen Materialkompositionen Anwendung wie bei Schwimmbadflossen. Viele Flossenhersteller bieten ihre Flossenmodelle in beiden Bauvarianten an, also als Fußteil- und Geräteflosse.

## Spezialformen der Schwimmflossen

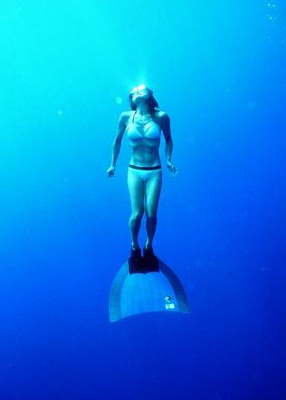
Apnoetaucherin mit Monoflosse

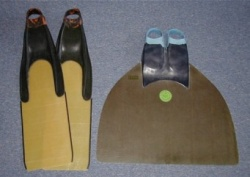
Wettkampfflossen für den Rettungssport und Monoflosse aus glasfaserverstärktem Kunststoff

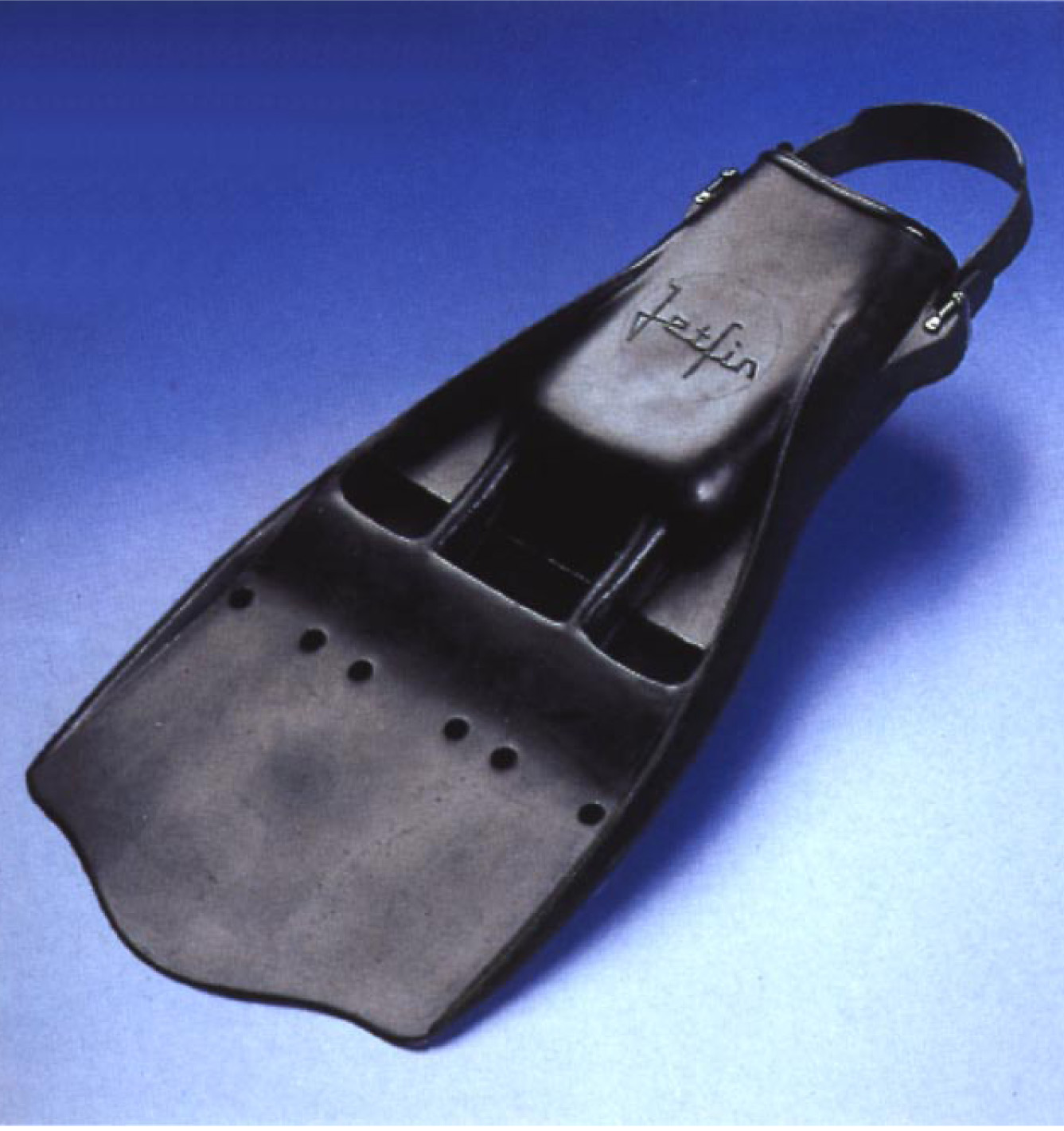
Jet Fin von Beuchat

Split Fins
In der Mitte längs geteilte Flossen. Laut Hersteller soll die Bewegung somit weniger kraftaufwändig sein. Ein schnelleres Fortbewegen ist bei diesen Flossen hauptsächlich durch eine Erhöhung der Trittfrequenz möglich – im Gegensatz zu normalen Flossen, bei denen ein breiterer Fußschlag zur Beschleunigung führt. Taucher schreiben diesen Flossen ein ermüdungs- und krampffreieres Tauchen zu.
Apnoeflossen
Meist lang und schmal. Sie ermöglichen einen starken Vortrieb auch bei langsamer Flossenbewegung und haben Effizienz als oberstes Ziel.
Monoflossen
Werden beim Tief- und Streckentauchen sowie beim Flossenschwimmen verwendet, finden aber in letzter Zeit auch beim Apnoetauchen zunehmend Anwendung. Im Schwimmsport wird die Monoflosse als Hilfsmittel zum Erlernen des Schmetterlingsschwimmen eingesetzt. Bei der Monoflosse stecken beide Füße in einer großflächigen Flosse, mit der delphinartige Bewegungen des ganzen Körpers den Vortrieb erzeugen.
Rescue Fins
Flossen für den Rettungssport, das Unterwasser-Rugby und Unterwasserhockey. Sie werden für den Wettkampf genutzt und bestehen aus GFK oder CFK. Die maximale Größe im Wettkampf ist festgelegt auf 30 cm Breite und 65 cm Länge einschließlich Fuß (sowohl nach ILS- als auch nach deutschem Regelwerk).
Flap Fins (auch Schwimmschuhe genannt)
Schwimmflossen für das Brustschwimmen. Flap Fins sind besonders zum Erlernen des Beinschlages beim Brustschwimmen geeignet. Durch vergrößerte Vortriebsflächen wird der Wasserwiderstand in der Schlagphase erhöht und kann vom Lernenden besser erfühlt werden. Ein Benutzer lernt von Anfang an einen symmetrischen Beinschlag, sodass Schwimmfehler wie der „Scherenbeinschlag“ oder der sogenannte „Spitzfuß“ verhindert werden.
Force Fins
Eine stark verbreiterte elastische Geräteflosse mit modifiziertem Fußteil, die mehr Vortrieb erzeugen soll.
Jet Fins
1967 von der Firma Beuchat International entwickelt. Eine besondere Form der Geräteflosse, die für zwei Jahrzehnte als Referenz für Taucher weltweit galt.